# Puchar Świata w skokach narciarskich w Hakubie
Puchar Świata w skokach narciarskich w Hakubie po raz pierwszy rozegrano w sezonie 1996/97 w ramach próby przedolimpijskiej. Impreza nie zaczęła się pomyślnie dla organizatorów. Konkurs na skoczni K-90 został odwołany. Dzień później, na dużym obiekcie triumfował Adam Małysz. Hakuba wróciła do kalendarza Pucharu Świata w sezonie 1999/00. W rywalizacji drużynowej najlepsi okazali się Finowie. Indywidualny konkurs zakończył się zwycięstwem Jani Soininena. Rok później triumfował Niemiec Martin Schmitt. W pierwszej serii upadek miał lider Pucharu Świata, Adam Małysz. Polak stracił po tym konkursie przodownictwo w klasyfikacji. Odzyskał je trzy dni później, w Sapporo. Konkurs w sezonie 2001/02 był popisem Austriaków, którzy jako jedyni wysłali do Japonii, na ostatnie zawody przed Igrzyskami Olimpijskimi, najsilniejszą reprezentację. Na Skoczni Olimpijskiej w Hakubie triumfował Andreas Widhölzl. W 2003 roku sensacyjnym zwycięzcą konkursu w Hakubie został wówczas młody austriacki skoczek Christian Nagiller. Podczas - dotychczas ostatnich - zawodów Pucharu Świata w Hakubie w sezonie 2003/04 silne opady śniegu spowodowały przeniesienie ich na następny dzień. Zakończyły się one wygraną fina, Matti Hautamäkiego.

## Podium poszczególnych konkursów PŚ w Hakubie
| Lp | Data             | Skocznia   | K    | Uwagi        | 1. miejsce                                                                            | 2. miejsce                                                                            | 3. miejsce                                                                                      |
| -- | ---------------- | ---------- | ---- | ------------ | ------------------------------------------------------------------------------------- | ------------------------------------------------------------------------------------- | ----------------------------------------------------------------------------------------------- |
| 1. | 25 stycznia 1997 | Olimpijska | K90  | [ a ]        | odwołany                                                                              | odwołany                                                                              | odwołany                                                                                        |
| 1. | 26 stycznia 1997 | Olimpijska | K120 | –            | Adam Małysz                                                                           | Noriaki Kasai                                                                         | Masahiko Harada                                                                                 |
| 2. | 25 stycznia 2000 | Olimpijska | K120 | nocny, druż. | Finlandia 1. Risto Jussilainen · 2. Ville Kantee · 3. Jani Soininen · 4. Janne Ahonen | Niemcy 1. Sven Hannawald · 2. Hansjörg Jäkle · 3. Michael Uhrmann · 4. Martin Schmitt | Austria 1. Andreas Goldberger · 2. Wolfgang Loitzl · 3. Stefan Horngacher · 4. Andreas Widhölzl |
| 3. | 26 stycznia 2000 | Olimpijska | K120 | nocny        | Jani Soininen                                                                         | Andreas Widhölzl                                                                      | Ville Kantee                                                                                    |
| 4. | 24 stycznia 2001 | Olimpijska | K120 | nocny        | Martin Schmitt                                                                        | Risto Jussilainen                                                                     | Andreas Widhölzl                                                                                |
| 5. | 24 stycznia 2002 | Olimpijska | K120 | nocny        | Andreas Widhölzl                                                                      | Martin Koch Stefan Horngacher                                                         | –                                                                                               |
| 6. | 23 stycznia 2003 | Olimpijska | K120 | nocny        | Christian Nagiller                                                                    | Matti Hautamäki                                                                       | Hideharu Miyahira                                                                               |
| 7. | 22 stycznia 2004 | Olimpijska | K120 | nocny        | odwołany                                                                              | odwołany                                                                              | odwołany                                                                                        |
| 7. | 23 stycznia 2004 | Olimpijska | K120 | nocny        | Matti Hautamäki                                                                       | Janne Ahonen                                                                          | Bjørn Einar Romøren                                                                             |

## Najwięcej razy na podium w konkursach indywidualnych
Uwzględnieni zawodnicy, którzy zdobyli minimum 2 miejsca na podium (stan na 23 stycznia 2004)
| Miejsce | Zawodnik         | Zwycięstwa | 2. miejsca | 3. miejsca | Razem |
| ------- | ---------------- | ---------- | ---------- | ---------- | ----- |
| 1.      | Andreas Widhölzl | 1          | 1          | 1          | 3     |
| 2.      | Matti Hautamäki  | 1          | 1          | 0          | 2     |

## Najwięcej razy na podium według państw
Stan na 23 stycznia 2004
| Miejsce | Państwo   | Zwycięstwa | 2. miejsca | 3. miejsca | Razem |
| ------- | --------- | ---------- | ---------- | ---------- | ----- |
| 1.      | Finlandia | 3          | 3          | 1          | 7     |
| 2.      | Austria   | 2          | 3          | 2          | 8     |
| 3.      | Niemcy    | 1          | 1          | 0          | 2     |
| 4.      | Polska    | 1          | 0          | 0          | 1     |
| 5.      | Japonia   | 0          | 1          | 2          | 3     |
| 6.      | Norwegia  | 0          | 0          | 1          | 1     |